# Beten
Beten är en ö i Sankt Nicolai socken i Oxelösunds kommun. Ön har en yta på 50 hektar.
Beten kallades tidigare Gersbeten och förlänades 1444 till Nyköpings stad av Kristoffer av Bayern. 1846–1928 fanns en tullstation på ön. Innevånarna försörjde sig förutom genom fiske med jakt på sjöfågel och med lite boskap; vinterfoder fick dock hämtas från fastlandet. Som mest fanns ett tjugotal bosatta på ön. Sedan tullstationen lagts ned blev Beten främst en fiskarö. 1938 anlades en campingplats på ön. Anläggningen blev dock inte särskilt lönsam; den övertogs på 1950-talet av Svenska metallindustriarbetareförbundet, senare av Södermanlands läns landsting och därefter av Sjövärnskåren som dock 1993 sålde anläggningen till privatpersoner. 2012 fanns ett fastboende hushåll och sex fritidshus på Beten.